# Carpias bermudensis
Carpias bermudensis là một loài chân đều trong họ Janiridae. Loài này được Richardson miêu tả khoa học năm 1902.